# بلانش بيكر
بلانش بيكر (بالإنجليزية: Blanche Baker)‏ (ولدت في 20 ديسمبر 1956) ممثلة ومخرجة أمريكية . فازت بجائزة إيمي لأفضل ممثلة مساعدة عن عملها في سلسلة التلفزيونية القصير هولوكوست (1978).
والدها هو المخرج المسرحي جاك غارفين، الذي ذهب في وقت لاحق لتوجيه الأفلام وتعليم التمثيل.
وولدتها الممثلة الأمريكية كارول بيكر

## روابط خارجية
- بلانش بيكر على موقع IMDb (الإنجليزية)
- بلانش بيكر على موقع ألو سيني (الفرنسية)
- بلانش بيكر على موقع أول موفي (الإنجليزية)
- بلانش بيكر على موقع قاعدة بيانات برودواي على الإنترنت (الإنجليزية)
- بلانش بيكر على موقع قاعدة بيانات الأفلام السويدية (السويدية)
- بلانش بيكر على موقع قاعدة بيانات الفيلم (الإنجليزية)
- بلانش بيكر على موقع كينوبويسك (الروسية)